# Schizura ducens
Schizura ducens är en fjärilsart som beskrevs av Walker 1865. Schizura ducens ingår i släktet Schizura och familjen tandspinnare. Inga underarter finns listade.